# Divisão N.º 1 (Saskatchewan)
A Divisão N.º 1 é uma das dezoito divisões do censo da província canadense de Saskatchewan, conforme definido pela Statistics Canada. A região está localizada no canto sudeste da província, na fronteira com Manitoba e Dakota do Norte. A comunidade mais populosa desta divisão é Estevan.
De acordo com o censo populacional de 2006, 29 mil pessoas moravam nesta divisão, o que representa uma queda de 3,5% em relação aos dados do censo de 2001. A região tem uma área de 14.966,74 km2.